# 盧明章 (明朝)
盧明章（1528年—？），字用晦，號瑞川，浙江台州府仙居縣人，民籍，明朝政治人物。

## 生平
嘉靖三十一年（1552年）壬子科浙江鄉試第六十四名舉人，四十四年（1565年）中式乙丑科會試第二百五十八名，三甲第一百七十三名進士。刑部觀政，授行人司行人，隆慶四年（1570年）八月授江西道監察御史、巡按真定。

## 家族
曾祖盧寧；祖父盧岑；父盧祥，贈監察御史。母潘氏（封孺人）。弟盧明教（庠生）。